# Illifaut
 Illifaut  (en bretón Ilifav) es una población y comuna francesa, situada en la región de Bretaña, departamento de Côtes-d'Armor, en el distrito de Dinan y cantón de Merdrignac.

## Demografía
| 1048 | 960 | 844 | 812 | 757 | 632 |
| Para los censos de 1962 a 1999 la población legal corresponde a la población sin duplicidades (Fuente: INSEE [Consultar]) |     |     |     |     |     |